# 独立学院

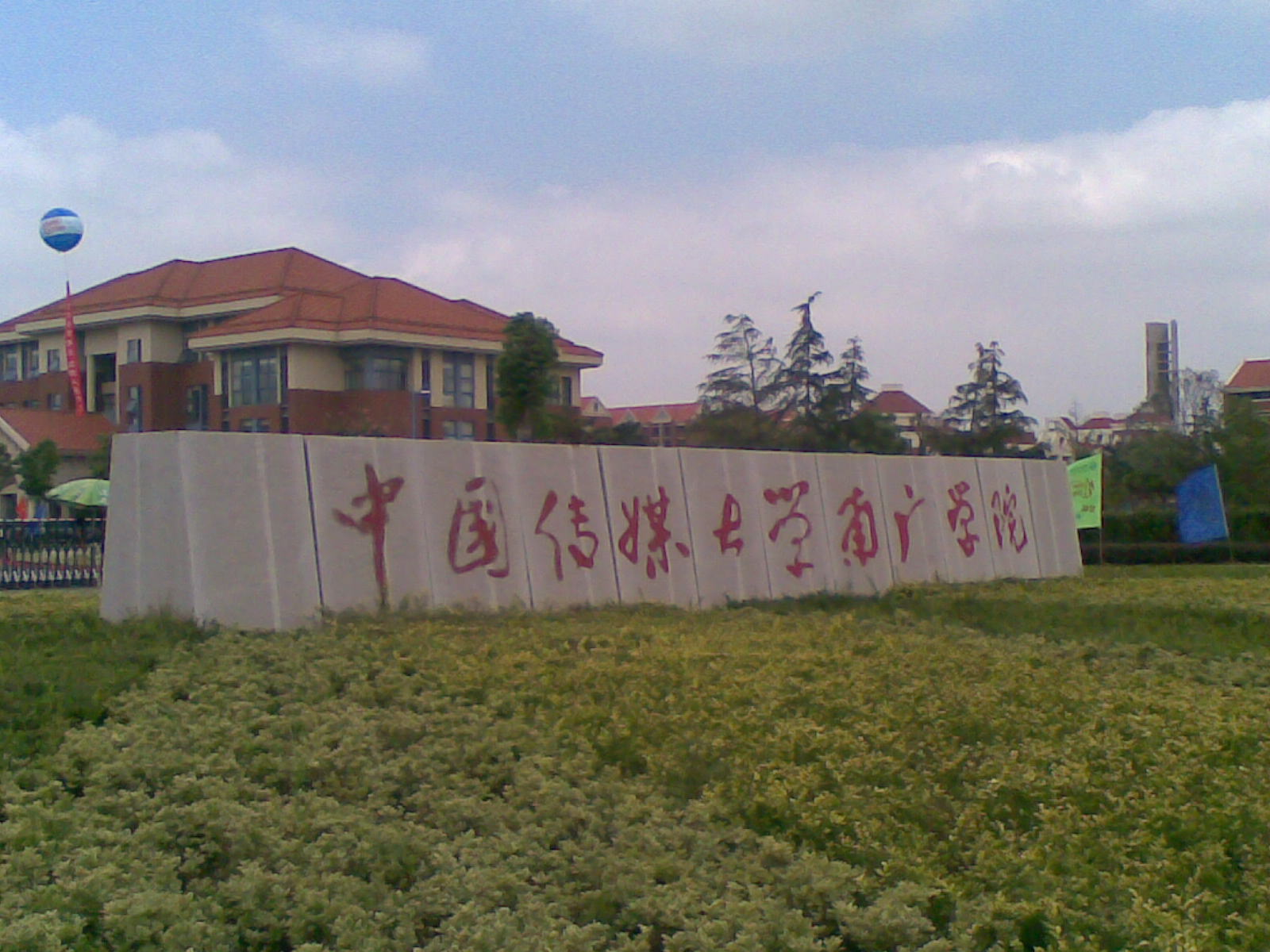
原中国传媒大学南广学院校名石。该独立学院于2020年3月转设为民办高校南京传媒学院

独立学院是中国大陆现存的一种高等学校。根据中华人民共和国教育部2008年颁布的《独立学院设置与管理办法》，指“实施本科以上学历教育的普通高等学校与国家机构以外的社会组织或者个人合作，利用非国家财政性经费举办的实施本科学历教育的高等学校”。
独立学院实质上是2003年公有民办二级学院被教育部规范后的产物。独立学院掛名公立大學的校名（该公立大学称“母体高校”），但与“母体高校”为互不隶属、相互独立的法人，并向“母体高校”缴纳冠名费。独立学院在高考招生时曾被列入本科第三批（“三本”），實際錄取分數線一般比掛名的公立大學低。

## 历史

### 背景
自20世纪90年代起，中国大陆的一些公立高等学校开始在其内部设立以民办形式运作的二级学院。这些二级学院通常寄居于母体高校，并不独立。1999年后，在当时“高校扩招”政策的促进下，中国国内涌现出众多公有民办二级学院。
2003年，中华人民共和国教育部发布《关于规范并加强普通高校以新的机制和模式试办独立学院管理的若干意见》（教发〔2003〕8号），开始对此类公有民办二级学院进行清理整顿，正式提出“独立学院”的说法，将独立学院界定为“由普通本科高校按新机制、新模式举办的本科层次的二级学院”，并明确“一些普通本科高校按公办机制和模式建立的二级学院、分校或其它类似的二级办学机构不属此范畴”。所谓“新机制、新模式”，即民办机制、独立办学（独立校园、独立招生、独立颁发学历证书、独立财务核算、独立法人资格、独立承担民事责任）、新的管理体制（一般由理事会或董事会管理）。
2004年起，部分符合独立学院标准的公有民办二级学院逐渐通过审批正式转为独立学院，但其后仍有如南京体育学院奥林匹克学院、郑州大学西亚斯国际学院等若干不符合标准的公有民办二级学院存在。

### 规范

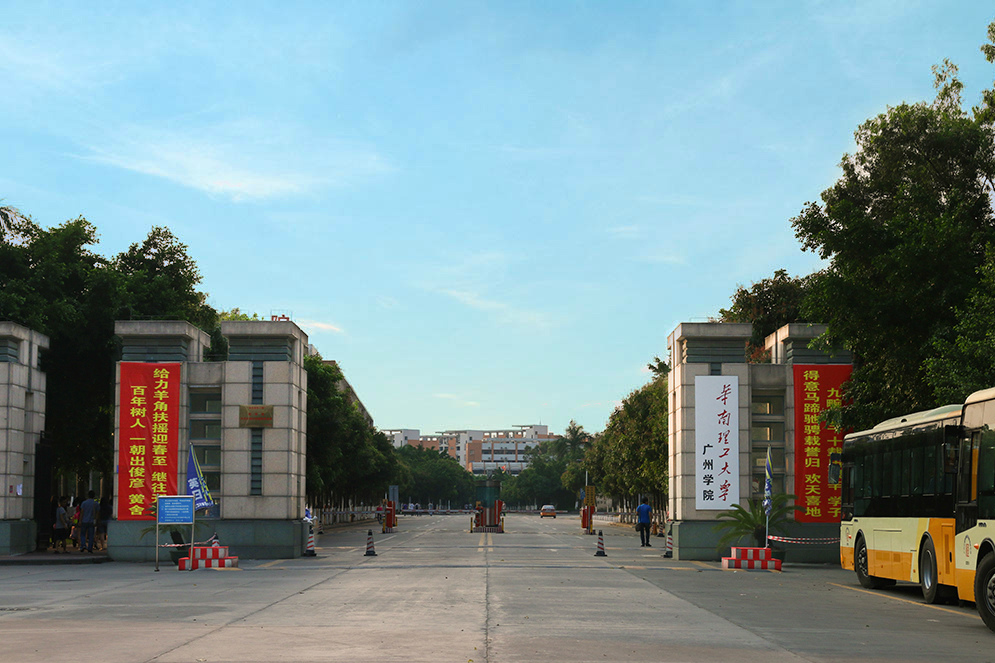
原华南理工大学广州学院校门。该独立学院于2021年2月转设为民办高校广州城市理工学院

2008年，中华人民共和国教育部26号令发布了《独立学院设置与管理办法》，详细规定了独立学院的含义、设立、组织与活动、管理与监督、变更与终止、法律责任等一系列事项。按照该行政规章，独立学院是指“实施本科以上学历教育的普通高等学校与国家机构以外的社会组织或者个人合作，利用非国家财政性经费举办的实施本科学历教育的高等学校”；在性质上是一所具有法人条件的民办院校，与母体高校关系十分有限；独立招生；学习期满且成绩合格的独立学院毕业生，不能获得参与举办独立学院的普通高校的毕业证书，只能获得独立学院的毕业证书；符合学士学位授予条件的，也只能授予独立学院的学士学位证书。
2008年，教育部发布《独立学院设置与管理办法》后，要求独立学院在5年内完成独立设置。然而，2010年，教育部正式认可的独立学院尚有320余所。到2013年，只有30所完成转设，未转设的独立学院仍有292所。
其后教育部不断推动独立学院转设工作，截至2019年6月15日，已减至257所。

### 转设与消亡
2019年4月8日，中华人民共和国教育部向北京师范大学发出《教育部关于同意北京师范大学珠海校区建设的批复》（教发函〔2019〕14号），正式批复同意建设北京师范大学珠海校区，停办独立学院北京师范大学珠海分校。6月10日及11日，北师大珠海分校约千名学生及家长在校内进行示威游行，抗议广东省与北师大的举措。6月12日，北京师范大学表示，称珠海分校停办后将设立专门机构处理珠海分校善后事宜，且不会遣散原珠海分校的教职工。并称停办前不会减少对珠海分校的资金投入。但不会撤回停办决定。
2020年5月15日，中华人民共和国教育部公布《教育部办公厅印发〈关于加快推进独立学院转设工作的实施方案〉的通知》（教发厅〔2020〕2号），指出由于独立学院在发展过程中存在的法人地位未落实、产权归属不清晰、办学条件不达标、师资结构不合理、内部治理不健全等问题，在一定程度上影响了教育公平和高等教育健康发展，要求到2020年末，各独立学院全部制定转设工作方案，同时推动一批独立学院实现转设。规定独立学院的未来路径为转为民办、转为公办、撤销三类。原则上，中央部门所属高校、部省合建高校举办的独立学院要率先完成转设，其他独立学院要尽早完成转设。
2020年6月11日，教育部公布转设广技师大天河学院、中工信商院、湖南工商大学北津学院3所独立学院。2020年11月11日，教育部公布转设重庆工商大学融智学院等21所独立学院。2020年12月24日，教育部公布转设中北大学信息商务学院等33所独立学院。2021年5月17日，教育部公布转设贵州大学科技学院等25所独立学院。
2021年6月4日，教育部公布转设北京工商大学嘉华学院等13所独立学院。其后，6月初，江苏、浙江两地的浙工大之江学院、杭电信工、浙工商杭商院、中量大现科院、南京师大中北学院传出与当地职业技术学院合并为本科层次职业学校，引起相关学院学生激烈反弹，最终该五所学院取消与职业学校合并计划。
2021年6月，中国大陆最后一所公有民办二级学院南京体育学院奥林匹克学院并入南京传媒学院，作为该院二级学院，公有民办二级学院自此彻底退出历史舞台。
2021年7月26日，教育部印发《教育部关于“十四五”时期高等学校设置工作的意见》（教发〔2021〕10号），要求积极稳妥推进独立学院转设。把独立学院转设作为高校设置工作的重要任务，坚持“一校一策”，平稳有序、好中快进推动转设。确保校园独立、财务独立、师资独立，且满足基本办学条件的基础上，可适当放宽生均土地、校舍面积及生师比要求先行转设，并设两年办学条件提升期继续完善办学条件。提升期结束后，按办学条件重新核定招生规模。8月3日，教育部发展规划司下发教发司〔2021〕76号通知，规定独立学院转设事项审批不设受理数量限制，能转尽转、应转快转。